# Gustavo Zapata
Gustavo Miguel Zapata (Saladillo, Argentina, 15 de octubre de 1971), conocido deportivamente como Chapa, es un entrenador y exjugador de fútbol. Actualmente se desempeña como asistente técnico de Néstor Gorosito.
Tuvo una extensa trayectoria en su país, donde jugó para Club Atlético River Plate y Club Atlético San Lorenzo de Almagro . Fuera de Argentina jugó en  Gremio de Brasil,Universidad Católica (Chile),Santos Laguna y Club Tijuana de México.
Entre 1991 y 1997 fue una figura destacada en la Selección Argentina de Fútbol, logrando el primer puesto en la Copa América 1991 y 1993, Copa Artemio Franchi 1993 y colaboró a la clasificación de la selección jugando las eliminatorias para la Copa Mundial de Fútbol de Estados Unidos 1994 y Francia 1998.

## Trayectoria

### Como jugador
| Club             | País      | Año       |
| ---------------- | --------- | --------- |
| Temperley        | Argentina | 1987-1988 |
| River Plate      | Argentina | 1988-1993 |
| Yokohama Marinos | Japón     | 1993-1997 |
| San Lorenzo      | Argentina | 1997-1999 |
| Chacarita        | Argentina | 1999-2000 |

### Como ayudante de campo
| Club                        | País      | Año           |
| --------------------------- | --------- | ------------- |
| Rosario Central             | Argentina | 2006-2007     |
| Argentinos Juniors          | Argentina | 2007-2008     |
| Xerez                       | España    | 2008-2009     |
| River Plate                 | Argentina | 2010          |
| Argentinos Juniors          | Argentina | 2011-2012     |
| Tigre                       | Argentina | 2012-2013     |
| Argentinos Juniors          | Argentina | 2014-2015     |
| Almería                     | España    | 2015-2016     |
| San Martín de San Juan      | Argentina | 2017-2018     |
| Tigre                       | Argentina | 2019-2020     |
| Olimpia                     | Paraguay  | 2020-2021     |
| Gimnasia y Esgrima La Plata | Argentina | 2021-2022     |
| Club Alianza Lima           | Perú      | 2025-presente |

| Predecesor: Matías Almeyda | Director Técnico de River Plate 2012 (Interino) | Sucesor: Ramón Ángel Díaz |

- Datos: Q794648